# Platysenta europaea
Platysenta europaea là một loài bướm đêm trong họ Noctuidae.